# Слупя (Єнджейовський повіт)
Слупя (пол. Słupia) — село в Польщі, у гміні Слупія Єнджейовського повіту Свентокшиського воєводства.
Населення — 817 осіб (2011).
У 1975-1998 роках село належало до Келецького воєводства.

## Демографія
Демографічна структура на день 31 березня 2011 року:
|          | Загалом | Допрацездатний вік | Працездатний вік | Постпрацездатний вік |
| -------- | ------- | ------------------ | ---------------- | -------------------- |
| Чоловіки | 386     | 74                 | 263              | 49                   |
| Жінки    | 431     | 67                 | 251              | 113                  |
| Разом    | 817     | 141                | 514              | 162                  |